# 朱陽鑄
鲁莊王朱陽鑄（1448年3月10日—1523年12月11日），明朝第四代鲁王，惠王朱泰堪的儿子。著有《尊德堂槀》。

## 生平
成化九年（1473年）父亲朱泰堪薨逝，成化十二年（1476年），朱陽鑄嗣位。
成化十六年十一月，三十三岁的朱阳铸和王妃张氏与外人同桌饮酒，男女厮混在一起，酒醉时宫人朱花荣与军人袁彬及妃兄张时举发生淫乱事件，被朱阳铸之妹栖霞郡主告发，朱阳铸被训斥，革除三分之二禄米，王妃张氏被削去妃号。袁彬斩首示众，张时举、朱花荣并判绞刑，其余发充边卫军，长史而下定罪有差。
正德六年（1511年），刘六刘七起义围攻鲁王封国兖州府，朱陽鑄率诸子世子朱当漎、滋阳王朱当渍、东瓯王朱当沘、归善王朱当沍分守诸门退敌。明武宗也赐敕奖励他的守御之功。平乱后，朱当沍被鲁王府长史马魁诬陷，马魁又鼓动朱阳铸为了自保告发朱当沍。朱阳铸害怕，上奏称朱当沍勾结恶少袁质、赵岩诸人谋反。朱当沍最终蒙冤被废，自杀。
朱陽鑄在位四十七年，世子朱當漎、世孙朱健杙皆早薨。嘉靖二年（1523年）朱陽鑄薨逝，由曾孙端王朱觀𤊟嗣位。

## 家庭

### 王妃
王妃张氏，成化十二年四月初三日（1476年4月26日）册封为鲁王妃，成化十六年（1480年）被削去妃号，弘治十一年（1498年）经过其子朱当漎的不断上表请求，恢复了王妃封号。正德十年七月二十日（1515年8月29日）病逝，享年六十七岁。

### 妃妾
- 次妃张氏，生滋阳荣庄王朱当渍，嘉靖十四年 (1536）追封 [3]

### 子嗣
朱陽鑄有嫡子、庶子各七人，成年者各五人。
- 第一子（庶第一子）：滋阳荣莊王朱当渍
- 第二子（庶第二子）：夭折
- 第三子（庶第三子）：朱當沘，夭折
- 第四子（庶第四子）：阳信安僖王朱当㳻[4]
- 第五子（嫡第一子）：乳名永祺，成化八年七月初九日（1472年8月13日）生，成化十一年六月二十日（1475年7月22日）夭折。[5]
- 第六子（嫡第二子）：鲁怀简世子→魯懷王（追封）朱當漎[6]
- 第七子（庶第五子）：高密康穆王朱当湄[7][8]
- 第八子（嫡第三子）：东瓯端肃王朱当沘
- 第九子（嫡第四子）：朱當沋，夭折
- 第十子（庶第六子）：歸善王朱当沍[9]
- 第十一子（庶第七子）：新蔡端穆王朱当泘[10]
- 第十二子（嫡第五子）：郯城康僖王朱当滋[11]
- 第十三子（嫡第六子）：馆陶宣思王朱当淴[12]
- 第十四子（嫡第七子）：翼城恭安王朱當澐[13]

### 女兒
- 嫡長女：寧海郡主，早卒
- 嫡第二女：新義郡主
- 嫡第三女：宜壽郡主，早卒
- 嫡第四女：淄川郡主，早卒
- 嫡第五女：儀封郡主，早卒
- 嫡第六女：陳留郡主
- 嫡第七女：永城郡主
- 庶長女：歸化郡主，早卒

## 墓葬
鲁庄王墓位于山東兗州府滕縣湖山（今山東省滕州市狐山）。圹志被当地一个朱姓村民在建造公墓时挖出，现藏滕州市博物馆。

[誌蓋]

魯莊王壙誌

[誌文]

　　魯莊王壙誌

　　王諱陽鑄，乃魯惠王之子，母惠王妃趙氏。正統十三年二月初六日生。成化十

　　二年四月初三日，襲封魯王。嘉靖二年十一月初五日，以疾薨，享年七十七歲。

　　妃張氏，先卒。子十人，女八人。嫡長子當漎，次當沘，第三當滋，第四當淴，第五當

　　澐。漎受封魯世子，於弘治十八年十月初三日以疾卒，謚懷簡。生有嫡孫健杙，

　　受封魯世孫，以祖年高，於正德九年七月初二日奏

准代理府事，於正德十五年八月二十九日亦卒。卒後月餘，杙夫人孔氏生遺腹子，

　　乃魯世曾孫。奏

聞，御賜名觀𤊟。嫡次沘受封東甌王，滋郯城王，淴舘陶王，澐翼城王。庶五子：長當漬，

　　次當㳻，第三當湄，第四當沍，第五當泘。庶長漬受封滋陽王；次㳻陽信王；湄高

　　密王，卒，謚康穆；沍歸善王，以有事，卒；泘新蔡王。女八人：嫡長女受封寧海郡主，

　　次新義、第三宜壽、第四淄川、第五儀封、第六陳留、第七永城俱郡主，其寧海、宜

　　壽、淄川、儀封俱蚤卒；庶一女，受封歸化郡主，亦卒。次嫡孫三人：長健楸受封東

　　甌王長子，健樤、健栓俱受封鎮國將軍，沘之子也。庶孫十二人：健樀受封鎮國

　　將軍，卒，健㮨、健檴俱鎮國將軍，漬之子也；其㳻之子，健杫受封長子，健椅受封

　　鎮國將軍，卒，健桋亦受封鎮國將軍；其湄之子，健栻襲封高密王，健樻受封鎮

　　國將軍；庶第四子沍之子健𣐬、健檈，幼未受封；庶第五子泘之子健楖受封長

　　子，健梡受封鎮國將軍。嫡孫女五人：受封清遠、懷安、塩山，俱縣主，漎之女；襄陵、

　　成縣，俱縣主，沘之女。曾孫女一人，受封曲阜縣君，世孫杙之女也。庶孫女十一

　　人：莱陽、梁城、清苑、玉田，俱受封縣主，滋陽王漬之女；安邑、阜城、崇明、江陵、崇仁，

　　俱縣主，陽信王㳻之女；高密康穆王湄之女受封華亭縣主，蚤卒；沍之女受封

　　通渭縣主，亦卒。至於曾孫巳名者：觀𤌁，東甌王沘之孫，樤之子也；觀煒、觀烱、觀

　　𤏳，滋陽王漬之孫，樀之子也；觀燃、觀煬，陽信王㳻之孫，杫之子也；觀烘亦當㳻

　　之孫，椅之子也；觀煐受封長子，高密康穆王之孫，健栻之子也；觀𪹁亦康穆王

　　之孫，樻之子也。曾孫女：垣曲縣君，陽信王之孫女，杫之女也。其餘孫子女及曾

　　孫子女皆幼，未名未封者尚有數十人。

上聞訃，輟朝三日，遣武平伯陳熹諭祭，行人石瓘治喪，葬如制。

昭聖慈壽皇太后及吏部等部、都察院等衙門、少保兼太子太保尚書等官喬宇等、

　　中軍都督等府、錦衣衛等衙門、太傅定國公徐光祚等皆致祭焉。以嘉靖四年

　　四月二十日，葬于兗州府滕縣湖山之原。嗚呼！

　　王以宗室至親，享有大國，令譽遠播，藩屏光榮，壽考令終，五福具俻，亦可以無

　　憾矣。爰述其㮣，納諸幽壙，用垂不朽云。